# 细穗碱茅
细穗碱茅（学名：Puccinellia capillaris）为禾本科碱茅属下的一个种。